# Charles Dalmorès

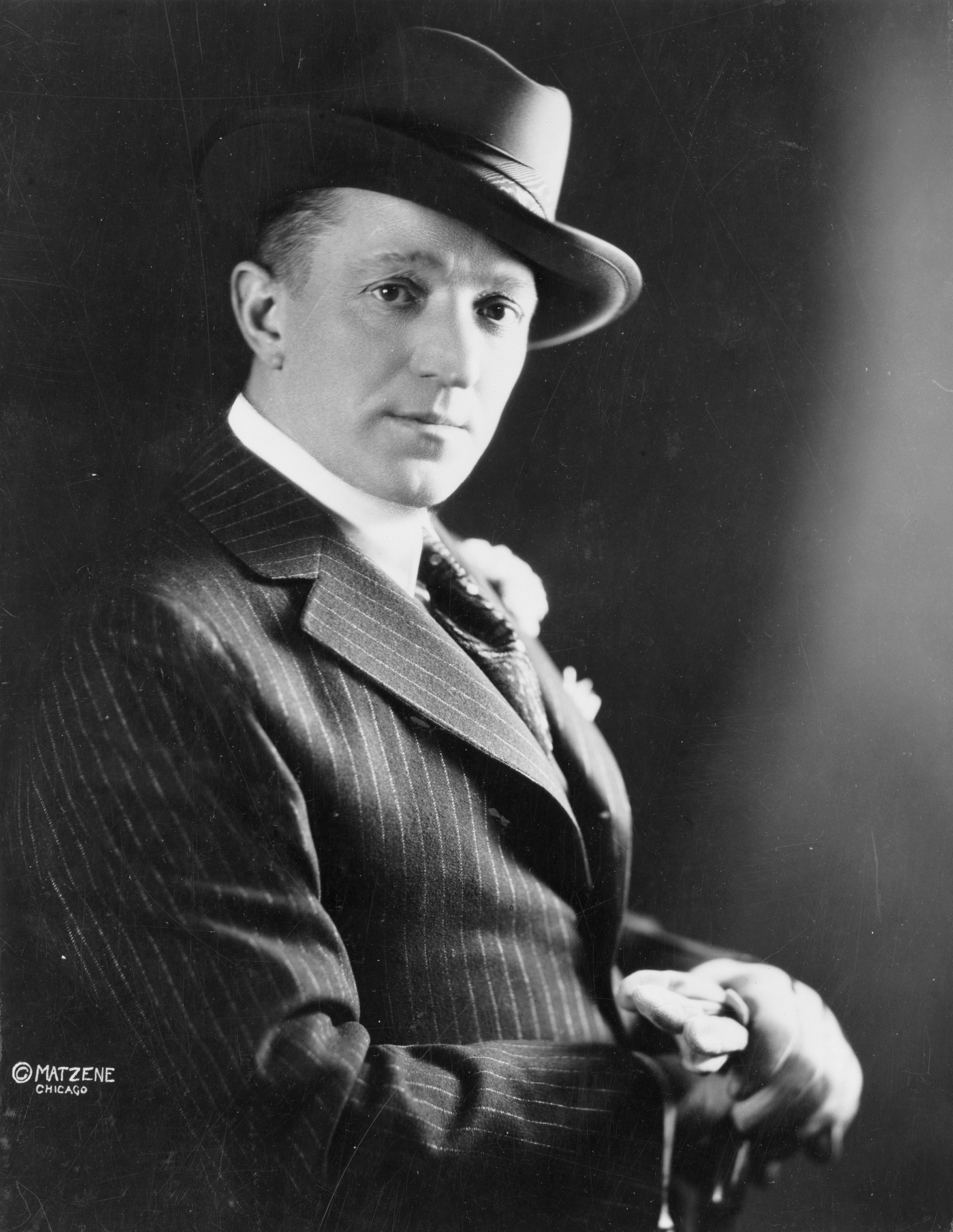
Charles Dalmorès (um 1916)

Charles Dalmorès (eigentlich Henri Alphonse Brin; * 21. oder 31. Dezember 1871 in Nancy; † 6. Dezember 1939 in Los Angeles) war ein französischer Opernsänger (Tenor).

## Leben
Dalmorès studierte am Konservatorium seiner Heimatstadt und von 1880 bis 1891 am Pariser Konservatorium Horn und war dann Hornist in den Orchestern von Charles Lamoureux und Édouard Colonne. 1894 wurde er Lehrer am Konservatorium von Lyon. Er studierte dann in Paris Gesang bei Edmond Vergnet und debütierte 1899 in Lyon als Loge in einer konzertanten Aufführung von Wagners Rheingold und auf der Bühne im gleichen Jahr am Opernhaus von Rouen in der Titelrolle von Wagners Siegfried.
Von 1900 bis 1906 war er am Théâtre de la Monnaie in Brüssel engagiert, wo er neben Wagnerrollen auch den Cavaradossi in Giacomo Puccinis Tosca (mit Claire Friché) sang und an der Uraufführung von Ernest Chaussons Le roi Arthus mitwirkte. Daneben studierte er während dieser Zeit nochmals das Wagner-Repertoire bei Franz Emmerich in Stuttgart. Von 1904 bis 1911 trat er außerdem jährlich an der Covent Garden Oper auf (u. a. in Hérodiade von Jules Massenet, Hélène von Camille Saint-Saëns, Louise von Gustave Charpentier und 1905 in der Uraufführung von Franco Leonis L’oracolo).
Von 1906 bis 1910 war Dalmorès am Manhattan Opera House in New York engagiert, wo er in Gounods Faust debütierte und u. a. als José in Carmen, Manrico in Il trovatore und Pelléas in Pelléas et Mélisande auf der Bühne stand. Gastspiele führten ihn in dieser Zeit u. a. nach Köln, Berlin, Wien, Hamburg und Hannover. Bei den Bayreuther Festspielen 1908 sang er den Lohengrin. 1910–1912 gehörte er zum Ensemble der Chicago-Philadelphia Opera Company, mit dem er an der Metropolitan Opera auftrat.
Von 1913 bis 1918 war Dalmorès Erster Tenor an der Oper von Chicago, wo er u. a. die Titelrollen in Wagners Parsifal und Tristan und Isolde sang. Nach Abschluss seiner Bühnenlaufbahn unterrichtete er Gesang in New York und später in Los Angeles. Zwischen 1907 und 1912 entstand bei Victor Records eine Reihe von Aufnahmen mit ihm, u. a. mit Arien und Duetten aus Verdis Il trovatore, Wagners Lohengrin, Giacomo Meyerbeers Le prophète, Camille Saint-Saëns’ Samson et Dalila, Jacques Offenbachs Les contes d’Hoffmann, Georges Bizets Carmen, Massenets Griselidis und Gounods Roméo et Juliette und Faust.